# Pluto (манга)
Pluto (яп. プルートウ Пуру:то:) — японская манга, созданная Наоки Урасавой. Издавалась в журнале Big Comic Original издательства Shogakukan с 2003 по 2009 годы. История основана на сюжетной арке The Greatest Robot on Earth манги Astro Boy.
Манга получила культурную премию Осаму Тэдзуки и награду на Japan Media Arts Festival в 2005 году. Она была продана общим тиражом более 8,5 миллионов экземпляров. В 2010 получила награду Seiun Award как лучшая работа и была номинирована на Премию Айснера и Премию Харви.  
В 2010 году кинокомпаниями Universal Pictures и Illumination было объявлено о предстоящей адаптации манги в фильм. 
Studio M2 в 2017 году на международном фестивале анимационных фильмов в Анси рассказали о предстоящей аниме-адаптации манги. В 2023 году состоялся релиз аниме, состоящего из 8 часовых эпизодов.

## Сюжет
Швейцарский робот Монблан был найден мертвым в лесу, в котором он после окончания 39-й Азиатской войны работал лесником. Примерно в то же время в Дюссельдорфе таинственным образом был убит активист Бернард Линке. Оба эти случая объединяли способы убийства.
Детектив Европола и ветеран войны Гезихт отправляется расследовать смерть своего товарища и узнает о таинственном Плутоне, замешанном в заговоре против восьми всемирно известных роботов, участвовавших в войне. Он путешествует по всему миру, пытаясь предотвратить новые смерти.
Странности происходящему добавляет и то, что все эти убийства были совершены роботом. До этого Гезихт уже встречал робота, убивавшего людей, и теперь он пытается бороться с этими воспоминаниями.

## История создания
После года переговоров с сыном Осаму Тэдзуки о правах на адаптацию, в 2003 году Урасава начал работать над созданием манги. Манга должна была стать переосмыслением работ Тэдзуки и не повторять его стилистику.
В манге присутствуют отсылки и на другие работы Тэдзуки.
Выпуск манги был приурочен к 40-летию выхода оригинальной истории.